# Anticonsumismo
L'anticonsumismo è una ideologia sociopolitica opposta al consumismo, ovvero al continuo comprare e consumare beni materiali. L'anticonsumismo si antepone alle azioni delle imprese aziendali private che perseguono obiettivi economici e finanziari a danno del benessere pubblico, specialmente protezione ambientale e stratificazione sociale. In ambito politico, l'anticonsumismo si interseca con antiglobalizzazione e attivismo ambientale. Una variazione concettuale dell'anticonsumismo è il post-consumismo che antepone il valore del benessere individuale al successo materiale.
L'anticonsumismo è nato in risposta ai problemi causati dal consumo globale a lungo termine. L'anticonsumismo è il tema principale dei libri "No Logo" (2000) di Naomi Klein e dei documentari "The Corporation" (2003) di Mark Achbar e Jennifer Abbot, e "Surplus: Terrorized into Being Consumers" (2003) di Erik Gandini; questi hanno reso popolare l'anticonsumismo e l'attivismo anticorporazione come ideologie accessibili tramite azioni civili e politiche.